# Joel Bosqued
Joel Gómez Bosqued (Zaragoza, España, 29 de septiembre de 1989) es un actor español. Se dio a conocer como actor en diversas series de la televisión autonómica catalana. Entre sus trabajos más destacados se encuentran sus interpretaciones en el telefilme El castigo y en las series Un golpe de suerte y La pecera de Eva, en la que interpreta el papel de Nacho, un estudiante tartamudo.

## Biografía
Bosqued tuvo su oportunidad en la miniserie de Antena 3 El castigo, interpretando a Hugo, donde se dio a conocer. Trabajó en la serie de Telecinco La pecera de Eva, interpretando a Nacho, un chico tartamudo. También participó en la serie Un golpe de suerte, emitida en el verano de 2009 por Telecinco, con el papel de Mito. Así mismo, ha actuado en algunos cortometrajes, en un anuncio de Galletas Príncipe, teatro, o asumiendo papeles episódicos en varias series de televisión.
En 2010, participó en el rodaje de La Pola (producción colombiana), historia sobre una heroína de la Nueva Granada que luchó por los derechos de los americanos. Interpretó a Leandro Sabaraín, un criollo y hermano de Alejo Sabaraín, interpretado por Pablo Espinosa.
También ha aparecido en el videoclip de Venus «Restos del ayer» en donde se besó con Nacho Aldeguer.
Desde 2010 hasta 2014, estuvo en el reparto de la serie de Telecinco Tierra de lobos, interpretando a Sebastián El Cantinero.
En 2015 se incorpora al reparto de la serie juvenil de Divinity, Yo quisiera en el que da vida a David. Más adelante protagoniza otras ficciones televisivas como El accidente, en Telecinco, donde da vida a Manuel Romero, Los nuestros 2, donde interpreta a Tomás o Madres. Amor y vida, en Amazon Prime Video, donde interpreta a Andy Jurado.
En 2021 se incorpora al reparto del reboot de El internado, El internado: Las Cumbres, donde interpreta a León, el profesor de música.

## Filmografía

### Televisión
| Año         | Título                    | Personaje                | Canal                   | Notas        |
| ----------- | ------------------------- | ------------------------ | ----------------------- | ------------ |
| 2005 - 2006 | Ke no!                    | Nacho                    | Cuatro                  | 7 episodios  |
| 2008        | El castigo                | Hugo                     | Telecinco               | 2 episodios  |
| 2008        | Sin tetas no hay paraíso  | Nacho                    | Telecinco               | 1 episodio   |
| 2008 - 2009 | Física o química          | Alumno                   | Antena 3                | 2 episodios  |
| 2009        | Acusados                  | Darío                    | Telecinco               | 1 episodio   |
| 2009        | Un golpe de suerte        | Mito                     | Telecinco               | 59 episodios |
| 2010        | La pecera de Eva          | Nacho                    | Telecinco               | 47 episodios |
| 2010        | La Pola                   | Leandro Sabarain (joven) | RCN                     | 8 episodios  |
| 2010 - 2014 | Tierra de lobos           | Sebastián                | Telecinco               | 40 episodios |
| 2013        | Tormenta                  | Víctor                   | Antena 3                | 2 episodios  |
| 2014        | La que se avecina         | Michel Gallego           | Telecinco               | 1 episodio   |
| 2015 - 2016 | Yo quisiera               | David                    | Divinity                | 48 episodios |
| 2015        | Víctor Ros                | Sánchez                  | La 1                    | 6 episodios  |
| 2015        | Rabia                     | Cristian Vilches         | Cuatro                  | 2 episodios  |
| 2016        | La sonata del silencio    | Basilio Figueroa         | La 1                    | 9 episodios  |
| 2017 - 2018 | El accidente              | Manuel Romero            | Telecinco               | 13 episodios |
| 2019        | Los nuestros 2            | Tomás Ripoll             | Telecinco               | 2 episodios  |
| 2020 - 2021 | Madres. Amor y vida       | Andrés "Andy" Jurado     | Telecinco y Prime Video | 28 episodios |
| 2021 - 2023 | El internado: Las Cumbres | Álvaro León              | Prime Video             | 21 episodios |

### Cine
| Año  | Título                      | Personaje       | Director        |
| ---- | --------------------------- | --------------- | --------------- |
| 2013 | En apatía secuelas del odio | Amigo de Víctor | Joel Arellanes  |
| 2014 | Por un puñado de besos      | Sandro          | David Menkes    |
| 2014 | Perdona si te llamo amor    | Fer             | Joaquín Llamas  |
| 2018 | Que baje Dios y lo vea      | Simón           | Curro Velázquez |
| 2020 | La inocencia                | Néstor          | Lucía Alemany   |

## Otros
- Presentador del programa infantil La Fiesta Pitufa.
- Aparición en el videoclip «Restos del Ayer» de Venus.
- Aparición en el videoclip «Perdona si te llamo amor» de Maldita Nerea.